# Bedřichův Světec
Bedřichův Světec (deutsch Schwetz) ist ein Ortsteil der Gemeinde Bělušice in Tschechien. Er liegt elf Kilometer südöstlich von Most und gehört zum Okres Most.

## Geographie

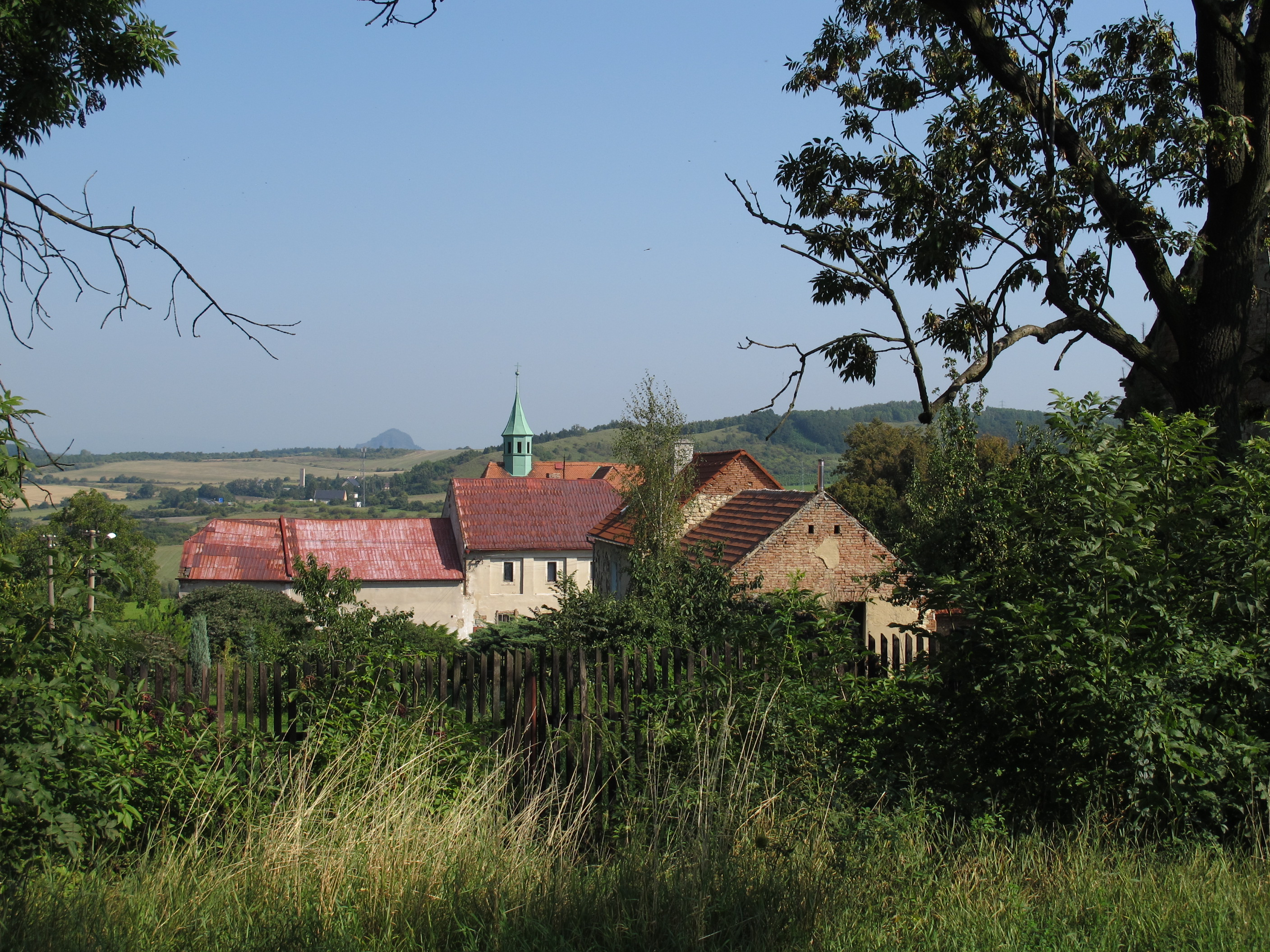
Ortsansicht

Bedřichův Světec befindet sich im Südwesten des Böhmischen Mittelgebirges auf dem Gebiet des Landschaftsschutzgebietes CHKO České středohoří. Das Dorf liegt linksseitig über dem Tal des Baches Zaječický potok.
Nördlich erhebt sich der Skršínský vrch (389 m), im Nordosten der Chrámecký vrch (392 m), östlich der Tobiášův vrch (354 m) und der Jílový (346 m), im Südosten der Bělouš (Bielausch, 399 m), südlich der Světecký vrch (416 m), im Südwesten der Dlouhý vrch (413 m) sowie westlich der Ovčí vrch (332 m). Nördlich des Dorfes verlaufen die Straße I/28 zwischen Most und Louny sowie die Bahnstrecke Čížkovice–Obrnice.
Nachbarorte sind Lužice und Skršín im Norden, Chrámce und Měrunice im Nordosten, Kozly und Jablonec im Osten, Bělušice und Odolice im Südosten, Raná, Milá und Břvany im Süden, Počerady und Volevčice im Südwesten, Bečov im Westen sowie Zaječice und Korozluky im Nordwesten.

## Geschichte
Die erste schriftliche Erwähnung des Ortes erfolgte 1238 im Zusammenhang mit dem Vladiken Hageno de Zvethis (Hagen von Zeuthicz), eines Gefolgsmannes der Hrabischitzer. Im Jahre 1240 war die Feste Světec Sitz der Brüder Boyzlaus und Vitus de Zwes, ab 1254 gehörte sie Thomas von Světec und ab 1259 Jan von Světec. Die erste Erwähnung der Kirche erfolgte 1355; das Patronat hatten bis 1373 gemeinschaftlich die Brüder Bedřich, Jan, Jan genannt Buch, und Přibyslav von Světec inne. Nach dem Tode des Jan genannt Buch erbte seinen Anteil im Jahre 1396 dessen Witwe Markéta. Ab 1404 gehörte die Feste Bedřich von Světec und seinem Bruder, dem Prager Altaristen Jan von Světec. Dieser ist als letzter der vier Brüder bis 1432 nachweislich. Danach ging das Gut von den Vladiken von Světec an andere Herren über. Im Jahre 1470 erwarb Jan Buben von Všebořice die Feste. In den Launer Stadtbüchern sind zwischen 1523 und 1529 Jan und Mikuláš Světecký von Černčice als Besitzer des Gutes aufgeführt. Letzterer vermachte das Gut seinen Onkeln Jan und Mikuláš von Černčice. In der Mitte des 16. Jahrhunderts kaufte Diepold Popel von Lobkowicz auf Bilin das Gut von Jan von Černčice. Im Jahre 1559 trennte Christoph von Lobkowicz das Gut Světec wieder von Bilin ab und verkaufte es an Purkert Kaplirz de Sulewicz. Dieser ließ die Feste in Světec erneuern. Nach Purkerts Tod verkauften seine vier Söhne das Gut 1576 an ihren Vetter Jiřík Kaplirz auf Tuchořice. Dieser tauschte Světec 1582 bei Georg d. J. Popel von Lobkowicz auf Bilin gegen das Gut Lipno ein. Mit Ausnahme der Zeit zwischen 1637 und 1647, wo Světec an das Gut Patokrey angeschlossen war, gehörte Světec fortan zur Allodialherrschaft Bilin.
Joseph Franz Maximilian von Lobkowicz errichtete 1812 einen Familienfideikommiss. Im Jahre 1816 erbte sein ältester Sohn Ferdinand Joseph von Lobkowicz den Fideikommiss.
Im Jahre 1831 bestand das im südwestlichsten Zipfel des Leitmeritzer Kreises gelegene Dorf Schwetz aus 33 Häusern mit 151 Einwohnern. Im Ort gab es die Filialkirche des hl. Jakobus d. Ä., einen obrigkeitlichen Meierhof und eine Hammelhütte. Pfarrort war Hochpetsch. Bis zur Mitte des 19. Jahrhunderts blieb Schwetz der Fideikommissherrschaft Bilin untertänig.
Nach der Aufhebung der Patrimonialherrschaften bildete Schwetz/Bedřichův Světec ab 1850 einen Ortsteil der Gemeinde Hochpetsch/Bečov im Leitmeritzer Kreis und Gerichtsbezirk Brüx. Ab 1868 gehörte das Dorf zum Bezirk Brüx. In den 1870er Jahren wurde Schwetz zur eigenständigen Gemeinde. Beim Zensus von 1910 hatte das Dorf 173 Einwohner. Im Jahre 1930 lebten in Schwetz 148 Personen. In Folge des Münchner Abkommens wurde Schwetz 1938 dem Deutschen Reich zugeschlagen und gehörte bis 1945 zum Landkreis Brüx. Beim Zensus vom 17. Mai 1939 hatte die Gemeinde 142 Einwohner. Nach dem Ende des Zweiten Weltkrieges kam Bedřichův Světec zur Tschechoslowakei zurück und die deutschböhmische Bevölkerung wurde vertrieben. 1948 wurde die Gemeinde dem Okres Bílina zugeordnet. Nach dessen Aufhebung im Jahre 1961 kam Bedřichův Světec wieder zum Okres Most und wurde nach Bělušice eingemeindet. Im Jahre 1991 hatte das Dorf 29 Einwohner, beim Zensus von 2001 lebten in den 20 Wohnhäusern von Bedřichův Světec 36 Personen. 2009 entstand der Bürgerverein zur Restaurierung der Kirche des hl. Jakobus.

## Gemeindegliederung
Der Ortsteil Bedřichův Světec bildet zugleich einen Katastralbezirk.

## Sehenswürdigkeiten

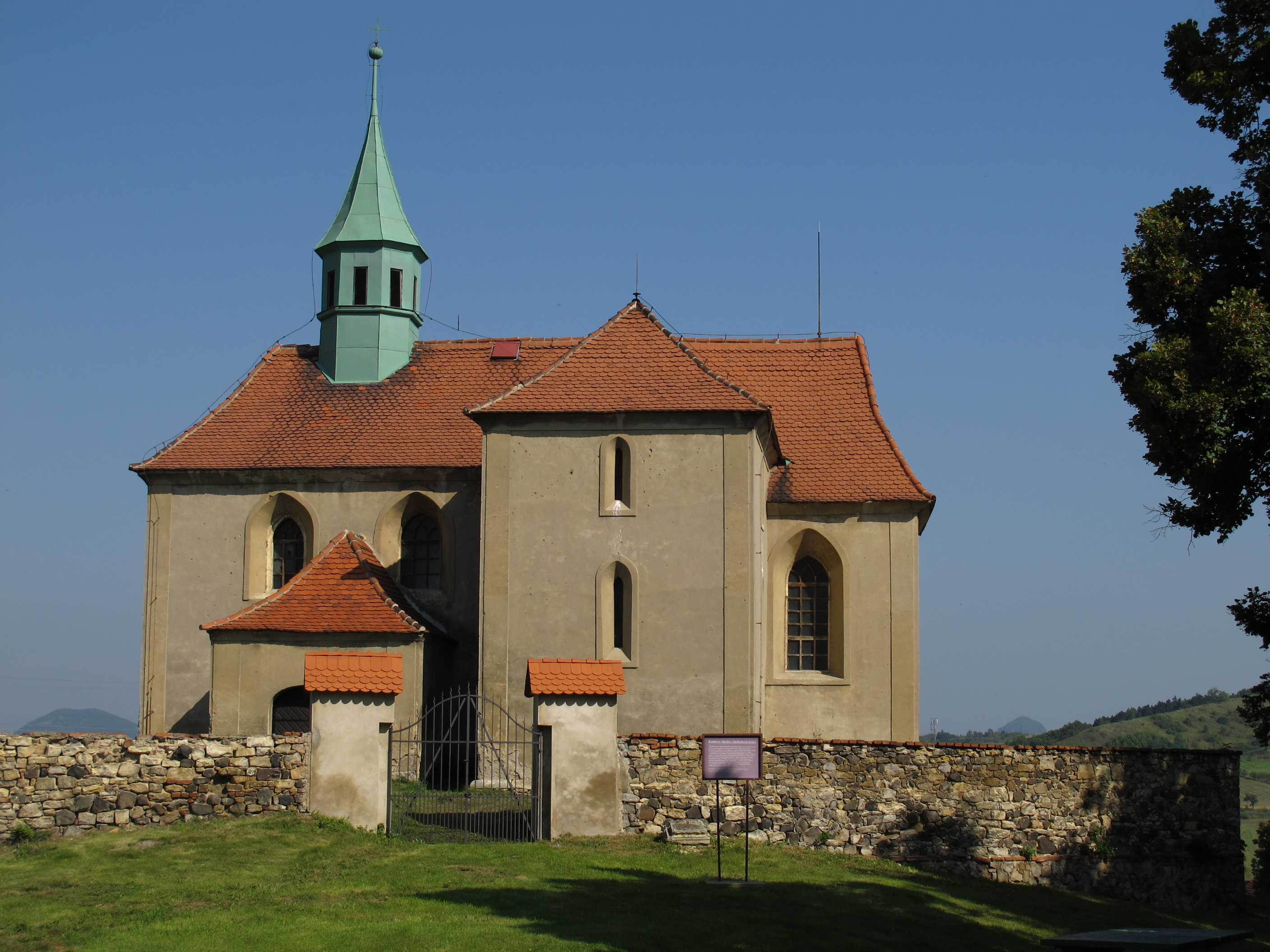
Kirche des hl. Jakubus

- Kirche des hl. Jakobus, sie wurde in der ersten Hälfte des 13. Jahrhunderts als Teil des Vladikenhofes auf einem erhöhten Platz im Zentrum des Dorfes errichtet. Der ursprünglich spätromanische Bau wurde nach 1270 im frühgotischen Stil umgestaltet. Der Anbau des Renaissanceturmes erfolgte am Übergang vom 15. zum 16. Jahrhundert. In den Wänden des Kirchenschiffes haben sich Teile des romanischen Kernes sowie gotische Wandmalereien erhalten. Das als Kulturdenkmal geschützte Bauwerk ist nicht öffentlich zugänglich. In den 1970er und 1980er Jahren erfolgten archäologische Untersuchungen der Kirche und des Terrains des erloschenen Vladikenhofes.
- Statue des hl. Johannes von Nepomuk, die 1774 aus Pläner gefertigte Figur ist ebenfalls ein Kulturdenkmal.